# 神殿奉献 (マンテーニャ)

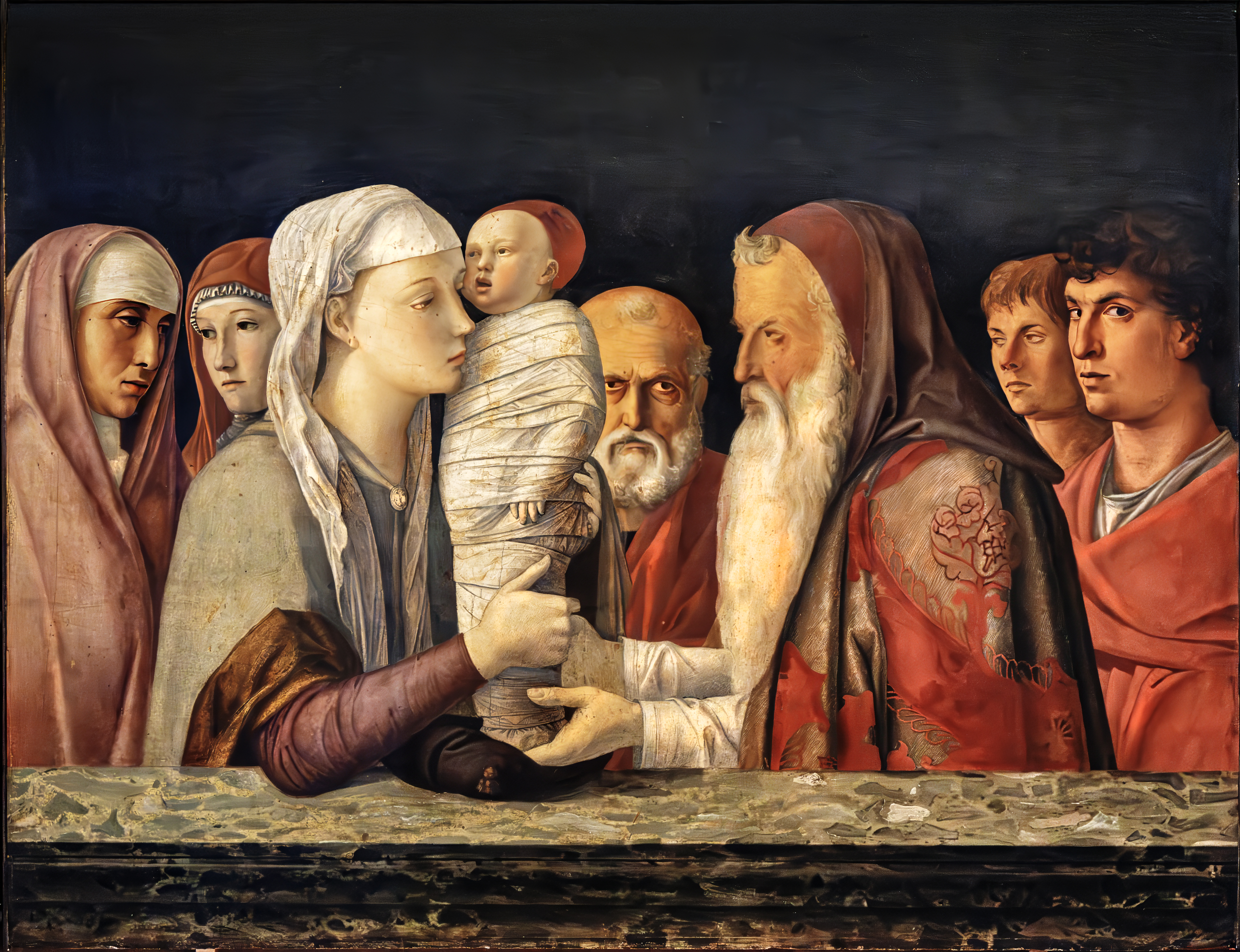
ジョヴァンニ・ベッリーニ『神殿奉献』(1460年ごろ)、クエリーニ・スタンパリア美術館 (ヴェネツィア)

『神殿奉献』（しんでんほうけん、伊: Presentazione al Tempio）は、イタリアのルネサンス期の巨匠、アンドレア・マンテーニャによる、1455年ごろのカンヴァス上のテンペラ画である。 ドイツのベルリン絵画館に収蔵されている。

## 歴史
絵画の制作年は不明であるが、画家がパドヴァにいたころの青年時代のものである。1453年 (マンテーニャが、画家のヤコポ・ベッリーニの娘であり、ヤコポ同様に画家であった息子のジョヴァンニとジェンティーレ・ベッリーニの妹ニコロシアと結婚した年) から、マンテーニャがマントヴァに向けて発った1460年の間に制作年が位置づけられる。

## 概要
場面は大理石の枠内に設定されている。幼子イエス・キリストが立っているクッションは大理石の上にあり、部分的に突き出ている。
前景にいる聖母マリアは幼子イエスを抱いており、髭のある司祭が近くにいる。中央の影に隠れた部分には、光輪のある聖ヨセフがいる。背景の両側には光輪のない二人の鑑賞者がおり、右端の、陰から浮かび上がる男性の顔はマンテーニャの自画像と見なされており、左端の女性は妻、ニコロシアの肖像であると考えられている。そうであるならば、本作はマンテーニャの結婚と関連していものと思われる。
マンテーニャとニコロシアの結婚により、マンテーニャの義理の兄弟となったジョヴァンニ・ベッリーニとマンテーニャは相互に影響を与え、それは両者の同主題を描いた作品にも表れている。マンテーニャの『ゲツセマネの祈り』とジョヴァンニ・ベッリーニの『ゲツセマネの祈り』はその一例であるが、本作の主題である『神殿奉献』もジョヴァンニ・ベッリーニが取り上げている。